# Trapped in Paradise
Trapped in Paradise is een Amerikaanse misdaad-komedie uit 1994 zowel geschreven als geregisseerd door George Gallo.

## Verhaal
De broers Bill (Nicolas Cage), Alvin (Dana Carvey) en Dave Firpo (Jon Lovitz) beroven een bank in het plaatsje Paradise. De mensen blijken daar alleen zo vriendelijk, dat ze spijt krijgen van hun daad.

## Rolverdeling
| Acteur           | Personage            |
| ---------------- | -------------------- |
| Nicolas Cage     | Bill Firpo           |
| Jon Lovitz       | Dave Firpo           |
| Dana Carvey      | Alvin Firpo          |
| Mädchen Amick    | Sarah Collins        |
| Florence Stanley | Edna 'Ma' Firpo      |
| Donald Moffat    | Clifford Anderson    |
| Angela Paton     | Hattie Anderson      |
| Vic Manni        | Vic Mazzucci         |
| Frank Pesce      | Caesar Spinoza       |
| John Ashton      | Ed Dawson            |
| John Bergantine  | Clovis Minor         |
| Sean McCann      | Chief Bernie Burnell |
| Richard Jenkins  | Agent Shaddus Peyser |
| Paul Lazar       | Deputy Timmy Burnell |
| Sean O'Bryan     | Dick Anderson        |
| Gerard Parkes    | Father Gorenzel      |
| Richard B. Shull | Father Ritter        |
| Andrew Miller    | Deputy Myer          |
| Vivian Reis      | Lila                 |
| Bunty Webb       | Hertha Wayerhause    |
| Kay Hawtrey      | Rose Weyerhauser     |